# 宮崎県道234号中渡川下三ヶ線
宮崎県道234号中渡川下三ヶ線（みやざきけんどう234ごう なかどがわしもさんげせん）は、宮崎県東臼杵郡美郷町から日向市に至る一般県道である。

## 概要

### 路線データ
- 起点：東臼杵郡美郷町南郷中渡川（宮崎県道39号西都南郷線交点）
- 終点：日向市東郷町下三ケ（宮崎県道22号東郷西都線交点）

## 歴史
- 1973年（昭和48年）7月10日 - 宮崎県告示第688号[1]により路線認定される。

## 路線状況

### 道路施設

#### トンネル
起点から
- 竜馬隧道：延長 50 m、1952年（昭和37年）竣工、日向市
- 山草隧道：延長 25 m、日向市

## 地理

### 通過する自治体
- 東臼杵郡美郷町
- 日向市

### 交差する道路
| 交差する道路           | 市町村名 | 市町村名 | 交差する場所 | 交差する場所 |
| ---------------------- | -------- | -------- | ------------ | ------------ |
| 宮崎県道39号西都南郷線 | 東臼杵郡 | 美郷町   | 南郷中渡川   | 起点         |
| 宮崎県道22号東郷西都線 | 日向市   | 日向市   | 東郷町下三ケ | 終点         |

### 沿線
- 渡川ダム